# Fana (Bergen)
Fana is een stadsdeel van de Noorse stad Bergen. Fana is het grootste stadsdeel in Bergen en heeft het op een na grootste aantal inwoners, met een inwonertal van 41.584.
In Fana ligt Troldhaugen, het huis van de Noorse componist Edvard Grieg, en de staafkerk van Fantoft.
Veel gerenommeerde sportteams komen uit Fana, zoals Gneist, Bjarg and Fana IL.
De meeste grote industriële ondernemingen in Fana zijn gevestigd in Nesttun.

## Foto's

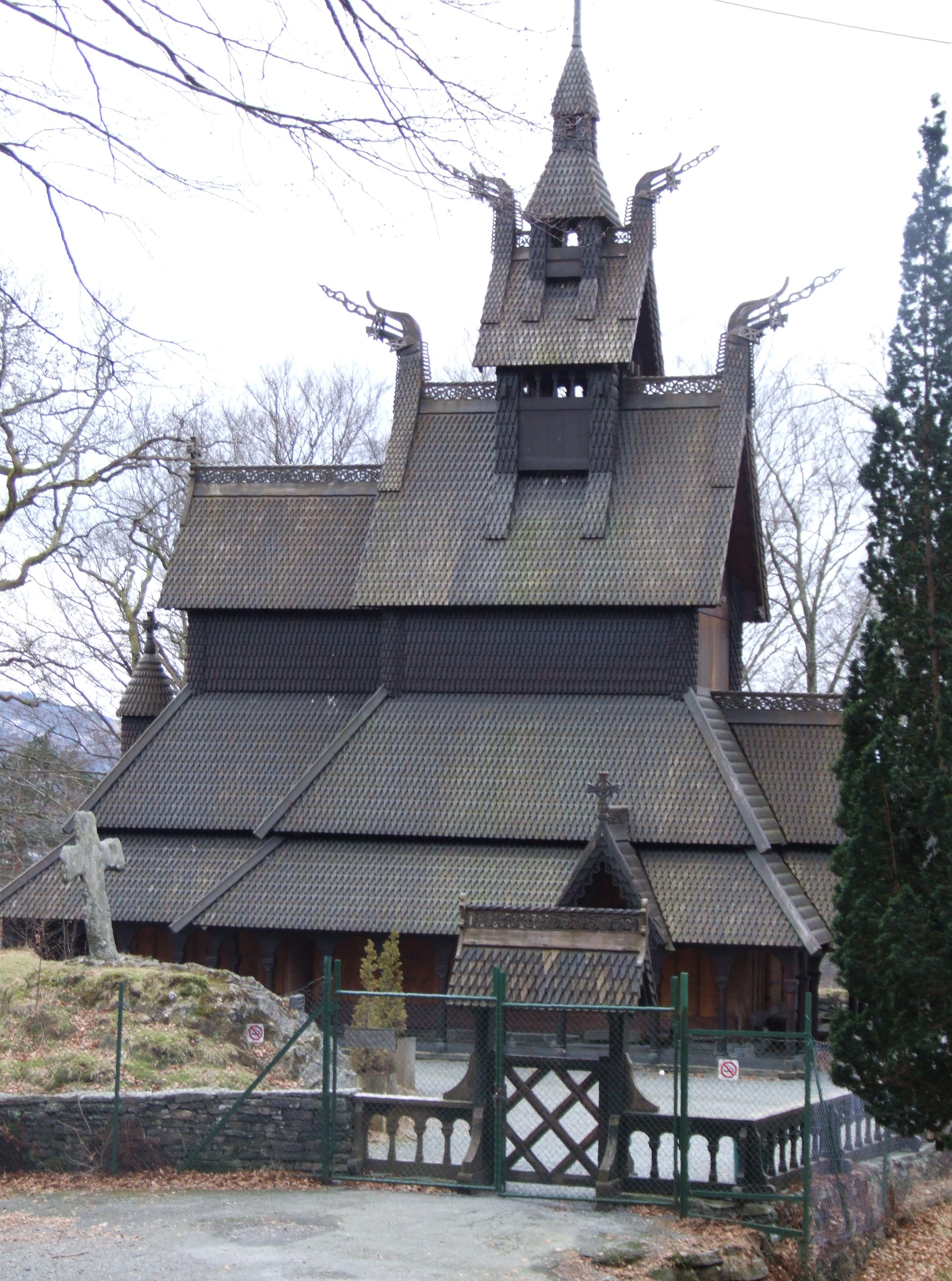
De staafkerk van Fantoft